# Ашкарка 2-я
Ашкарка 2-я — река в России, протекает по Белорецкому району Башкортостана. Левый приток Белой.
Длина реки составляет 10 км. Протекает по лесистой местности в границах Кагинского сельсовета.
Исток на юге Деревенских гор (хребет Крака) в 7 км к северо-востоку от села Магадеево. Течёт на запад, впадает в Белую по левому берегу в 1167 км от её устья. Населённых пунктов в бассейне реки нет.
В среднем течении реку пересекает автодорога Белорецк — Старосубхангулово.

## Данные водного реестра
По данным государственного водного реестра России, относится к Камскому бассейновому округу, водохозяйственный участок реки — Белая от водомерного поста Арский Камень до Юмагузинского гидроузла, речной подбассейн реки — Белая. Речной бассейн реки — Кама.
Код объекта в государственном водном реестре — 10010200212111100017256.